# Umělecké muzeum Highových
Umělecké muzeum Highových (anglicky High Museum of Art, lidově the High) je galerie v Atlantě v USA. Vzniklo roku 1905 jako Atlanta Art Association. Roku 1926 muzeu rodina Highových, po které je pojmenováno, darovala budovu. 3. června 1962 zahynulo 106 podporovatelů muzea spolu s dalšími lidmi při letecké katastrofě v Paříži. Na památku zemřelých byla vybudována další budova muzea, Atlanta Memorial Arts Center, a francouzská vláda darovala muzeu Rodinovu sochu Stín. Roku 1983 přibyla další budova, kterou navrhl Richard Meier. 
Sbírky muzea zahrnují asi 15 tisíc uměleckých děl. Muzeum se soustřeďuje na tyto okruhy: africké umění, americké umění, dekorativní umění a design, evropské umění, folklórní a naivistické umění, moderní a současné umění a fotografie. 